# Nupaky
Nupaky (en allemand : Nupak) est une commune du district de Prague-Est, dans la région de Bohême-Centrale, en République tchèque. Sa population s'élevait à 1 871 habitants en 2020.

## Géographie
Nupaky se trouve à 4 km à l'ouest de Říčany et à 17 km au sud-est de Prague.
La commune est limitée par Čestlice à l'ouest et au nord-ouest, par Prague au nord-est, par Říčany à l'est, par Modletice au sud, et par Dobřejovice à l'ouest.

## Histoire
La première mention écrite de la localité date de 1406.

## Transports
Par la route, Nupaky se trouve à 4,5 km de Říčany et à 21 km du centre de Prague.